# الصبل (العدين)

تعديل مصدري - تعديل

الصبل محلة تابعة لقرية البحرين، التابعة لعزلة خباز بمديرية العدين إحدى مديريات محافظة إب في الجمهورية اليمنية.، بلغ تعداد سكانها 29 حسب تعداد اليمن لعام 2004.